# Posio
Posio is een gemeente in het Finse landschap Lapland. De gemeente heeft een totale oppervlakte van 3.039,73 km² en telt 2.999 inwoners (2022).